# آنتونیو مورائو
آنتونیو مورائو (انگلیسی: Hamilton Mourão؛ زادهٔ ۱۵ اوت ۱۹۵۳) فرمانده نظامی بازنشسته و سیاست‌مدار اهل برزیل است.